# ارنست میسن ساتو
ارنست میسن ساتو (انگلیسی: Ernest Mason Satow; ۳۰ ژوئن ۱۸۴۳ – ۲۶ اوت ۱۹۲۹) یک محقق و سفیر بریتانیا در ژاپن اهل بریتانیا بود.

## در ژاپن
افزایش خدمات کنسولی در ژاپن ابتدا به دلیل صلاحیت و همت وی به عنوان مترجم در زمانی بود که انگلیسی در ژاپن عملاً ناشناخته بود، دولت ژاپن هنوز به زبان هلندی با غرب ارتباط برقرار می‌کرد. وی مترجم کنسولی شد. مهارت‌های زبان ژاپنی وی به سرعت در مذاکرات وزیر امور خارجه سر هری اسمیت پارکس با شوگون‌سالاری توکوگاوا و قلمرو ساتسوما و قلمرو چوشو ضروری شد و وی به جمع‌آوری اطلاعات پرداخت. وی به عنوان مترجم رسمی و سپس به عنوان منشی نماینده انگلیس در ژاپن ارتقا یافت و از همان سال ۱۸۶۴، شروع به نوشتن ترجمه و مقاله های روزنامه در مورد موضوع‌های مربوط به ژاپن کرد: در سال ۱۸۶۹، وی با مرخصی به خانه خود به انگلیس رفت و در سال ۱۸۷۰ باز به ژاپن بازگشت.